# Raniżów
Raniżów – wieś w Polsce położona w województwie podkarpackim, w powiecie kolbuszowskim, w gminie Raniżów. Siedziba gminy Raniżów, rzymskokatolickiego dekanatu Raniżów i parafii Najświętszej Maryi Panny.
| SIMC    | Nazwa          | Rodzaj     |
| ------- | -------------- | ---------- |
| 0659414 | Borki          | część wsi  |
| 0659472 | Krzaki Wolskie | przysiółek |
| 0659420 | Lisy           | część wsi  |
| 0659437 | Plackówka      | część wsi  |
| 0659443 | Sudoły         | część wsi  |
| 0659450 | Wakochy        | część wsi  |
| 0659466 | Wilki          | część wsi  |
| 0659489 | Zembrza        | przysiółek |

## Geografia
Raniżów leży na Płaskowyżu Kolbuszowskim nad rzeką Łęg (Zyzogą). Otoczony jest przez lasy będące pozostałością dawnej Puszczy Sandomierskiej.
Dokładniej miejscowość położona jest w prowincji Karpat i Podkarpacia, podprowincji Północnego Podkarpacia, makroregionu Kotliny Sandomierskiej, mezoregionie Płaskowyżu Kolbuszowskiego. Gmina położona jest w obrębie Zapadliska Przedkarpackiego, stanowiącego rozległy rów tektoniczny wypełniony trzeciorzędowymi osadami pochodzenia morskiego z okresu środkowego miocenu (głównie iły krakowieckie). W obrębie wierzchowiny występują osady wodnolodowcowe w postaci wydm z piasków wodnolodowcowych oraz gliny zwałowe z głazami narzutowymi. W dolinach rzecznych, głównie w dolinie rzeki  Łęg (Zyzoga), występują osady rzeczne.
Przez miejscowość przebiega droga wojewódzka nr 875.

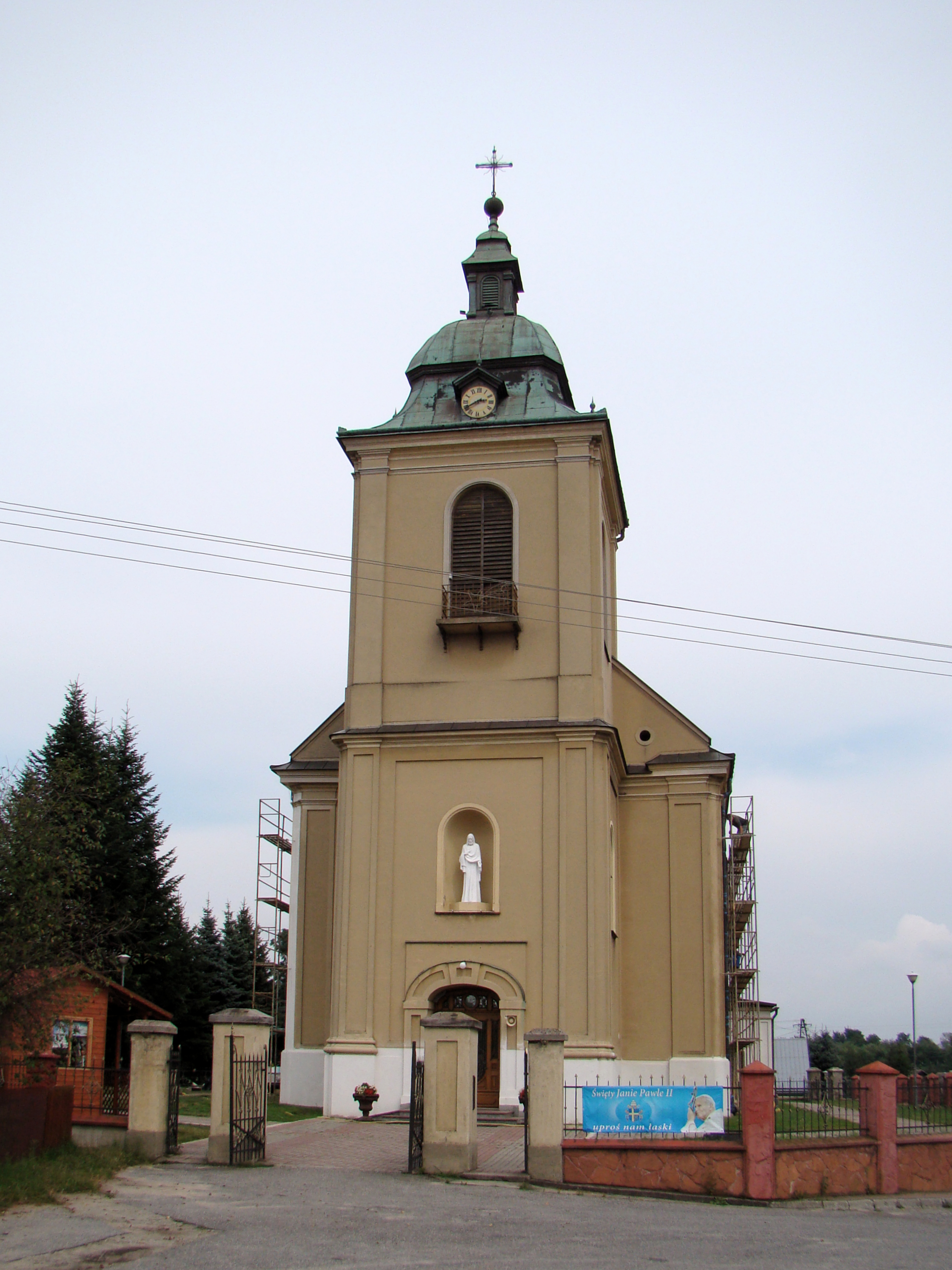
Kościół pw. WNMP

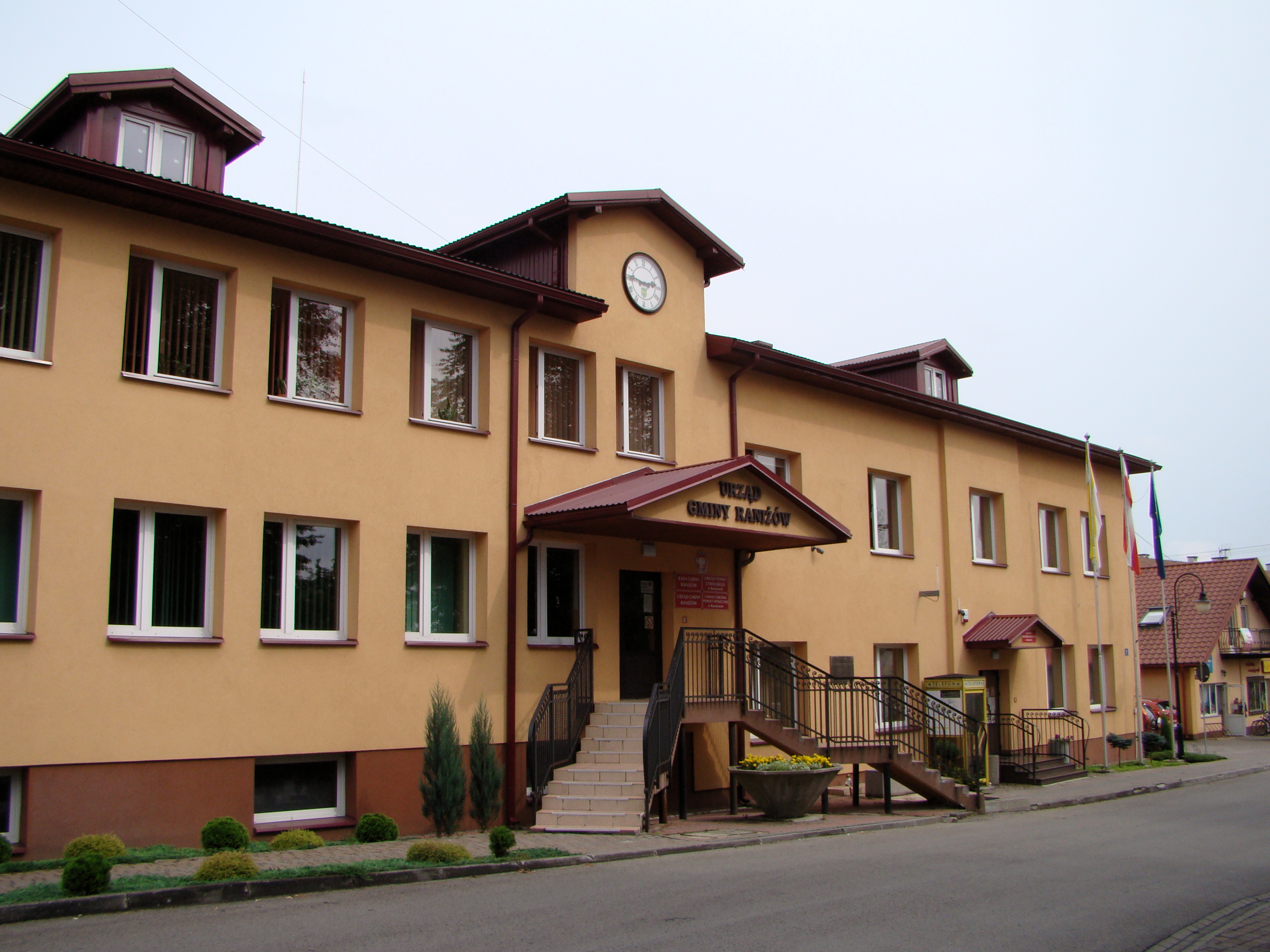
Budynek Urzędu Gminy Raniżów

## Walory turystyczne
Obfitość zwierzyny żyjącej w lasach i polach powoduje, że okolice Raniżowa są uczęszczanym terenem łowieckim.
Fauna: oprócz rozpowszechnionych zwierząt jak: sarny, dziki, zające, bażanty, bociany, jastrzębie występują też okazy tak rzadkie jak np. bielik. Ważną rolę, zarówno dla ochrony przyrody jak i dla turystyki czy wypoczynku, pełni sztuczny zbiornik wodny Maziarnia, położony w odległości około 8 km od miejscowości, który jest ostoją dla ptactwa, ryb i innych zwierząt oraz turystyczną atrakcją i miejscem wypoczynku dla ludzi. W centrum miejscowości znajduje się skromny park wraz z ławeczkami. Nieopodal znajduje się stadion, który jest głównym miejscem rekreacji mieszkańców. Na zaplecze gastronomiczne Raniżowa składają się m.in. hotel oraz pub-pizzeria.

## Historia
Historia Raniżowa zaczyna się jeszcze w głębokim średniowieczu, kiedy tereny te stanowiły serce Puszczy Sandomierskiej. Nie wiadomo jak rozwijała się miejscowość przed 1366 r., z którego to pochodzi pierwsza wzmianka o Raniżowie. Niewątpliwie jednak przed tą datą miejscowość już istniała, gdyż dokument z 1366 r. mówi: "Zakładamy wieś w naszym lesie Doblowa koło Raniżowa na prawie niemieckim obrządku magdeburskiego".
Kazimierz III Wielki upodobał sobie okoliczne lasy, zbudował  zameczek myśliwski i uczynił zeń drugi stan myśliwski. Polowania na tych terenach urządzał też Władysław Jagiełło. Raniżów miał swój wkład w zwycięstwo nad Krzyżakami w 1410 r. ponieważ tu zaopatrywano się w mięso na wyprawę wojenną podczas wielkich polowań w 1409 r.
Okres od śmierci Jagiełły aż do pierwszego rozbioru Polski nie zaznaczył się niczym szczególnym w historii Raniżowa. Wieś podupadła, a kryzys pogłębiał się w II poł. XVII i na początku XVIII wieku, kiedy kraj niszczony był wojnami i napadami sąsiadów. W ciągu trwania Polski szlacheckiej istniał klucz raniżowski (królewszczyzna), na który składały się  miejscowości (łącznie  licznymi  przysiółkami): Raniżów, Wola  Raniżowska, Staniszewskie, Lipnica, Mazury, Dzikowiec, Nart i Zielonka.
Po pierwszym rozbiorze Polski Raniżów znalazł się pod panowaniem Habsburgów. W procesie kolonizacji józefińskiej na obszarze wsi została założona kolonia Ranischau. Nowi osadnicy założyli tu zbór luterański. W 1782 Raniżów uzyskał prawa miejskie, które stracił 1919.
W latach następnych nastąpił rozwój handlu, a zwiększenie się liczby ludności zachęciło do osiedlania się Żydów. Raniżów nabrał cech małomiasteczkowych. Obok siebie żyły trzy odrębne narody i trzy kultury. Mieszając się nawzajem stworzyć miały z czasem specyficzny folklor charakterystyczny dla tego regionu.
W 1941 Niemcy wysiedlili wszystkich Żydów zamieszkujących miejscowość.
Po drugiej wojnie światowej Raniżów zamieszkiwany był już w zasadzie tylko przez ludność polską. Nowe władze, decydując się na rozwój rolnictwa stworzyły w miejscowości spółdzielcze gospodarstwo rolne oraz sieć związanych z nim zakładów i sklepów. Raniżów, tracąc charakter małomiasteczkowy zaczął się rozszerzać, wchłaniając pobliskie osiedla i przysiółki.
Od 1989 r. następują dalsze zmiany w wyglądzie i charakterze miejscowości. Wiele budynków zostało sprywatyzowanych, część zakładów upadła a na ich miejsce powstały nowe. Po reformie szkolnictwa w Raniżowie powstało gimnazjum gminne z halą sportową. Raniżów jest prężnie rozwijającym się centrum samorządowym, kulturalnym oraz handlowo-usługowym gminy.
W każdy czwartek odbywają się w Raniżowie targi, które stanowią niejako kontynuację kupiecko-handlowych tradycji miejscowości sięgających XIX w.
W latach 1954-1972 wieś była siedzibą gromady Raniżów. W latach 1975–1998 wieś administracyjnie należała do województwa rzeszowskiego.

## Gospodarka
Na obrzeżach Raniżowa znajduje się fabryka mebli Bog-Fran Sp. z o.o. W miejscowości znajduje się także oddział Banku BPS.

## Sport
Klub Sportowy w Raniżowie został założony 24 października 1952 r.jako Koło Ludowego Zrzeszenia Sportowego, przyjmując nazwę „LZS Raniżów”. Pierwszą sekcją sportową była piłka nożna, później powstały kolejne: podnoszenia ciężarów, piłki ręcznej kobiet, lekkoatletyki, siatkówki, tenisa stołowego, szachów i kolarstwa. Największe sukcesy w prawie 50-letniej historii klubu są udziałem ciężarowców Tadeusza Olszowy oraz Stanisława Małek.
Nazwa klubu ewoluowała do obecnej KS „Raniżovia” Raniżów. Obecnie działa tylko sekcja piłkarska. Drużyna Seniorów gra w V lidze okręgowej grupy Dębickiej.